# Породы домашних гусей

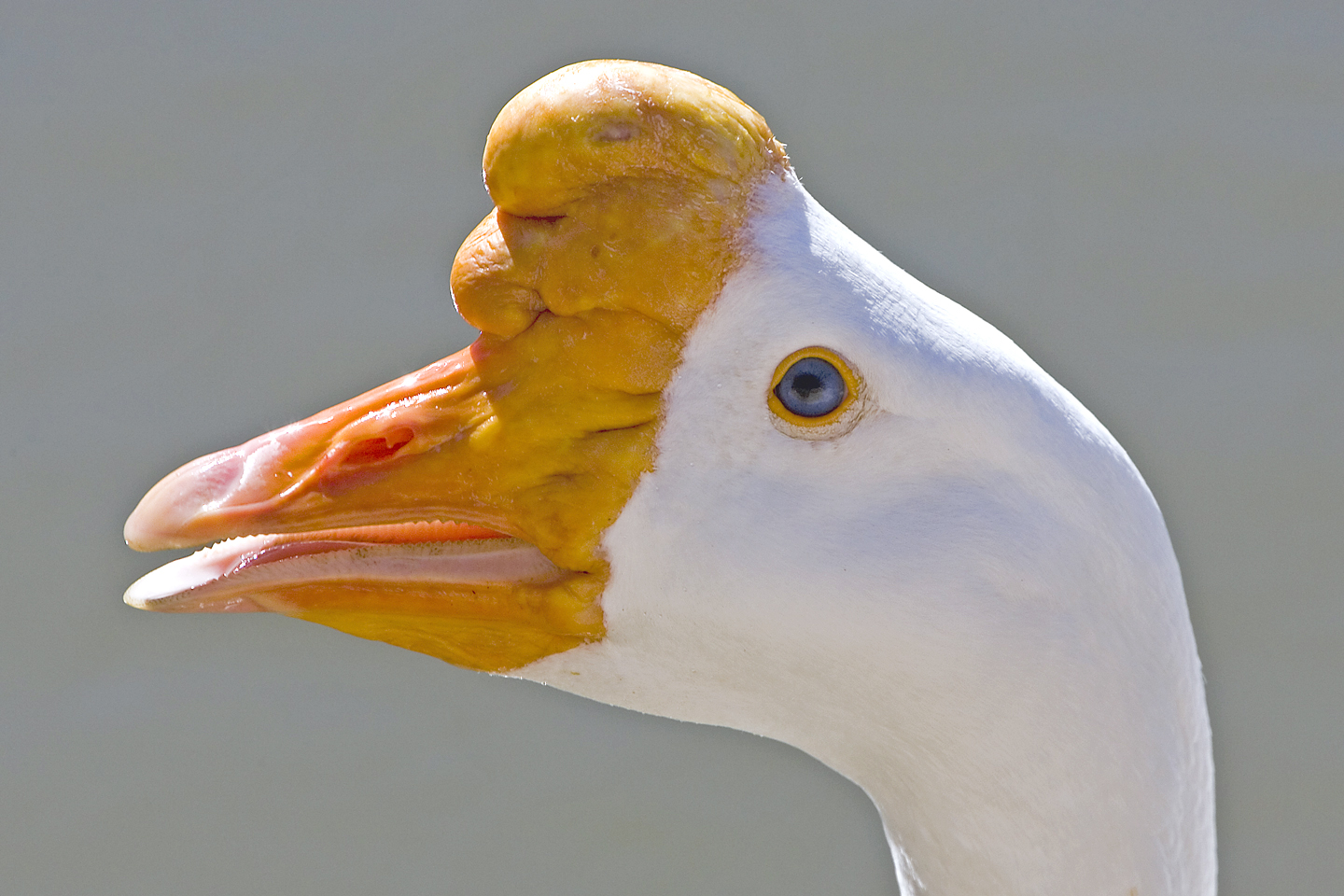
Голова китайского белого гуся, происходящего от сухоноса, с характерным шишкообразным наростом (ген Kb)

Поро́ды гусе́й — совокупность разновидностей и племенных групп одомашненных гусей, созданных человеком от их диких предков — серого гуся (Anser anser) и от сухоноса (A. cygnoides) — путём искусственного отбора.

## Общие сведения
В ходе одомашнивания и разведения гусей человеком были созданы различные породы, характеризующиеся теми или иными признаками анатомического строения, окраски оперения и направлением продуктивности. Вместе с тем, с переходом к промышленному содержанию и использованию гусей существует определенная опасность сужения их породного состава. Так, по сведениям, собранным под эгидой Продовольственной и сельскохозяйственной организации ООН (ФАО) в Глобальном банке данных генетических ресурсов домашних животных, и опубликованным во «Всемирном списке наблюдения за разнообразием домашних животных» (англ. «World Watch List for Domestic Animal Diversity»), в мире насчитывалось 63 породы и разновидности гусей. При этом наиболее разнообразным породный состав гусей наблюдался в Европе, но сообщалось о 19 гусиных породах, которые были на грани исчезновения. В целях сохранения породного состава гусей существовало 17 национальных программ, которые охватывали 25 % гусиных пород. Информация о породах гусей и других домашних животных собирается для банка данных по всем странам через национальных координаторов и добровольных помощников-специалистов, а «Всемирный список наблюдения за разнообразием домашних животных» трижды обновлялся.
По данным оценки и инвентаризации генетических ресурсов (генофонда) домашней птицы в странах Восточной Европы и бывшего Советского Союза, в 1970-е — 1990-е годы в этом регионе имелось 36 пород и разновидностей гусей местного происхождения, в том числе 21 была создана на территории бывшего СССР (из них 12 — в России и 6 — на Украине), однако в целом происходило сокращение их численности и разнообразия.

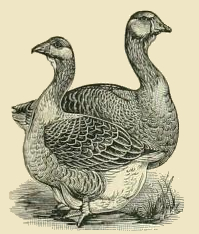
Тулузские гуси могут иметь под клювом характерный «кошелёк» (ген Dl)

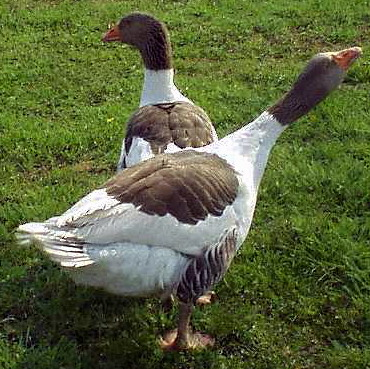
Померанские гуси

## История породного разведения

### Старинные породы
Во времена Чарлза Дарвина было известно не так уж много разновидностей домашних гусей. Дарвин называл в качестве наиболее частых две породы, именно эмбденскую (эмденскую) и тулузскую, но указывал, что «они различаются только цветом». Кроме того, он упоминал о севастопольских гусях, а также о китайских гусях (A. cygnoides; англ. Chinese), дающих плодовитое потомство в скрещиваниях с домашними гусями (A. anser).
Уже к началу XX века породы гусей были довольно многочисленны:
- Наиболее распространены в Российской империи были обыкновенные, или простые русские, гуси (A. anser), небольшого роста, с серым обильным оперением, чрезвычайно неприхотливые и выносливые, но малоплодовитые (3—4 гусёнка на гусыню), с грубым мясом и сальным жиром, которые, как предполагалось, могут быть улучшены скрещиванием с другими породами.
- Тулузские, или пиренейские, гуси, отличающиеся своей массивностью (весят до 16 кг), способностью к откармливанию и высокими качествами мяса и жира. Оперение у них голубовато-серое с бурыми полосками; голова, шея и спина — тёмно-бурые; грудь — свинцово-голубая; живот и нижняя часть хвоста — белые; внизу живота жировой мешок; клюв оранжево-красный; ноги мясного цвета. Откармливались в Западной Европе для страсбургских пирогов (на жирную печень).
- Эмденские гуси — схожи по качествам с тулузскими; оперение белое, но до года пух серый; клюв и ноги жёлтые.
- Померанские гуси схожи с русскими, но крупнее и мясистее; оперение различно, от белого до серого.
- Китайские, или шишкоголовые, гуси (A. cygnoides; сюда же принадлежали: гвинейские, лебединые, сиамские, японские и др.) характеризуются роговидной круглой шишкой между клювом и передней частью головы и тёмными полосами на шее и спине. Чаще всего из этой породы встречались в хозяйстве:
  - Гуси беловато-серые с серо-бурым налётом; оперение однообразное, без резких переходов, живот белый, шея длинная, ноги тёмно-мясного цвета.
  - Гуси белые, менее крупные, но весьма плодовитые; шишка и клюв оранжевые.
  - От скрещивания тулузских и эмденских гусей с китайскими произошли новые породы, ещё более крупные.
  - От скрещивания китайских гусей с русскими произошли улучшенные русские породы: арзамасская, холмогорская и др. и, наконец, бойцовые, или боевые, гуси[11], разводимые в Московской, Тульской, Рязанской, Владимирской, Орловской, Калужской, Тверской и Нижегородской губерниях.

Последние отличаются особенным развитием мускулов в плечевой части крыла и массивным, коротким и толстым у основания клювом; оперение серое или глинисто-жёлтое при основном белом фоне; величина средняя; вес — 5,4—7,7 кг. Бойцовые гуси, отличаясь крайней неуживчивостью и сильной наклонностью к бою, содержались лишь как предмет спорта, но могли послужить для улучшения русской породы путём скрещивания с ней.

### В бывшем СССР и в Российской Федерации
На территории бывшего СССР и современной России разводили и/или разводят в основном следующие породы и популяции гусей:
| Отечественного происхождения - Холмогорская. - Арзамасская. - Крупная серая. - Псковская лысая. - Тульская. - Роменская. - Уральская (шадринская). - Литовская (виштинес). - Горьковская. - Джавахетская. - Солнечногорская и некоторые другие. | Импортированные из других стран - Тулузская и руанская (Франция). - Померанская (ГДР). - Эмденская (ФРГ). - Банатская белая (Румыния). - Фрезета дунайская (Румыния). - Пилигримская палевая (США). - Менгрилл (Mangrill; США). - Болгарская белая (беньковская) (болг. Бенковска гъска‎). - Чешская (богемская) белая. - Венгерская местная. - Канадская. |

По состоянию на 1 января 1990 года, в СССР имелись следующие отечественные породы и породные группы гусей (как местные, так и отселекционированные):
| - Адлерская. - Арзамасская. - Беньковская (малая численность). - Венгерская. - Виштинес (малая численность). - Владимирская глинистая (малая численность). - Горьковская. - Джавахетская (малая численность). - Итальянская. - Калужская (малая численность). - Китайская. - Крупная серая. - Кубанская. | - Курчавая, или ленточная (малая численность). - Ландская. - Оброшинская серая. - Переяславская. - Псковская лысая (малая численность). - Рейнская. - Роменская. - Солнечногорская (малая численность). - Тулузская. - Холмогорская. - Шадринская. - Эмденская (малая численность). |

Для производства гусиного мяса в России наиболее перспективными считаются породы кубанская, крупная серая, рейнская и др., а также гибридный молодняк от скрещивания этих пород.

## Классификация пород
Современные породы гусей можно классифицировать по величине взрослых птиц. Различают три класса пород:
- крупные (тяжеловесные),
- средние,
- мелкие.

Крупные гуси распространены наиболее широко и лучше всего адаптированы для коммерческого разведения. Гуси среднего размера предпочтительны в приусадебном хозяйстве. Так называемые мелкие породы довольно редки и служат в основном для декоративных целей.
Некоторые породы: ландшские, итальянские белые, холмогорские, китайские, горьковские, кубанские, тулузские и др.

## Описание пород

### Адлерская
Выведена путём скрещивания местных серых гусей с гусями крупной серой породной группы. Цвет оперения - белый. Живой вес: самцов — 6—7 кг, самок — 5,5—6,5 кг. Яйценоскость: 25—30 яиц в год.

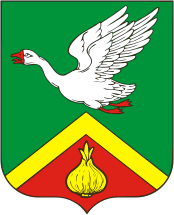
Гусь на гербе Арзамасского района

### Арзамасская
Создана в XVII веке как бойцовая. В XIX веке её стали разводить как мясную породу. Оперение плотное, преимущественно белое, иногда серое или пегое без всяких отметин. Экстерьер: голова округлая, шея умеренной длины с красивым, лёгким изгибом. Туловище длинное, компактное. Грудь широкая, полная, округлённая; грудная мускулатура отлично развита. Ноги сильные, широко расставленные, довольно короткие. Плюсна большая, круглая. Цвет плюсны и ног оранжево-жёлтый. Живой вес: самцов — 7,5 кг, самок — 6 кг. Яйценоскость: 20—25 яиц в год массой 173 г. Выводимость молодняка — 80 %. Характерные особенности: хорошо развит инстинкт насиживания.

### Венгерская
Гусей данной породы специально откармливают для получения печени, масса которой достигает 500—600 г. Выход пуха с молодых гусей — 300—330 г. Живой вес: самцов — 6—7 кг, самок — 5—6 кг. Яйценоскость: 45—55 яиц в год массой 160—190 г.

### Виштинес
Выведена в результате сложного скрещивания местных гусей Литвы с восточно-прусскими гусями, позднее с эмденскими и померанскими. Порода распространена в основном в Прибалтике. Выращивают в большей степени для получения крупной печени, также гуси данной породы ценятся за высокое качество пуха. Цвет оперения: преимущественно белый, иногда серый и глинистый. Экстерьер: голова средних размеров. Глаза крупные, коричневые. Шея относительно длинная. Клюв прямой, короткий, оранжевого цвета. Туловище широкое, средней длины, грудь глубокая и широкая. Ноги высокие, оранжевого цвета. На животе имеются одна или две складки. Живой вес: самцов — 6—6,5 кг, самок — 5,5—6 кг. Яйценоскость: 25—40 яиц в год массой 170—180 г. Яйцекладка начинается в 310-дневном возрасте. Выводимость молодняка: 64—65 %.

### Владимирская глинистая
Создана во Владимирской области на базе холмогорских и тулузских гусей. Мясо гусей данной породы отличается высоким качеством. В настоящее время порода считается редкой. Цвет оперения: серо-глинистый. Экстерьер: туловище компактное, немного удлинённое; грудь широкая, спина широкая и достаточно длинная. Голова небольшая, округлая. Шея средней длины, сравнительно толстая. На животе имеются одна или две складки. Живой вес: самцов — 7—7,5 кг, самок — 6—6,5 кг. Яйценоскость: 36—50 яиц в год массой 170—210 г. Выводимость молодняка — 50 %. Характерные особенности: хорошо развит инстинкт насиживания. Годовалые самки отличаются довольно высокой яйценоскостью.

### Горьковская (линдовская)
Получена путём скрещивания китайских гусей с местными и солнечногорскими гусями. Обладает наиболее высокими продуктивными качествами среди отечественных пород. Цвет оперения: преимущественно белый, иногда серый и пегий. Экстерьер: голова большая. На лбу шишкообразный нарост. Клюв крепкий, сильно изогнутый. Под клювом имеется кожистая складка («кошелёк»). Шея длинная. Глаза большие, круглые, радужная оболочка голубого цвета. Туловище массивное, длинное, широкое. На животе — кожная складка. Живой вес: самцов — 7—8 кг, самок — 6—7 кг. Яйценоскость: 45—50 яиц в год массой 120—150 г. Яйцекладка начинается в возрасте 200—250 дней. Выводимость молодняка: 70—80 % Характерные особенности: инстинкт насиживания развит слабо.

### Итальянская
Создана в результате отбора местных итальянских гусей, выращивается в основном для получения печени. Цвет оперения: белый. Живой вес: самцов — 6—7 кг, самок — 5—6 кг. Яйценоскость: 45—50 яиц в год.

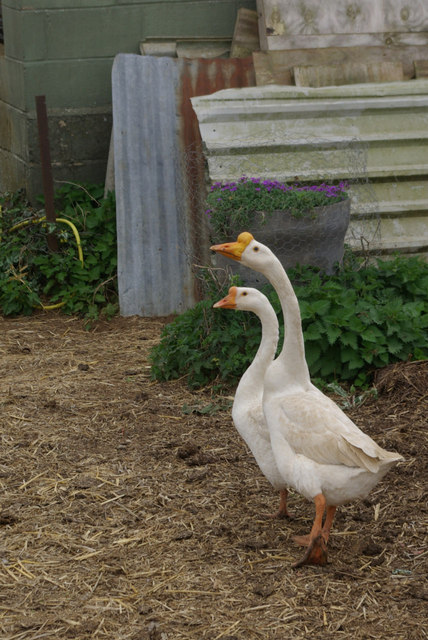
Китайские белые гуси

### Китайская
Китайские гуси были известны Дарвину. Порода происходит от диких сухоносов, одомашненных в Маньчжурии, северном Китае и Сибири. Широко распространена на территории России. Часто использовалась при выведении многих отечественных пород и породных групп: кубанской, переяславской, холмогорской, горьковской. Мясо птиц отличается высоким качеством. Оперение по цвету: белое, либо буровато-серое с включениями перьев белого и бурого цвета. У бурых гусей от основания клюва до туловища по голове и задней части шеи проходит тёмная полоса. Экстерьер: голова удлинённая и большая. Клюв средней длины, на лбу у основания клюва — большой шишкообразный нарост. У белых гусей шишка на клюве и ноги оранжевого цвета, у бурых — чёрного. У самцов шишка крупнее, чем у самок. Шея длинная, изогнутая, высоко приподнятая. Туловище яйцевидной формы, приподнятое спереди. Грудь округлая. Ноги средней длины. Глаза выпуклые, тёмные. Живой вес: самцов — 5—5,5 кг, самок — 4—4,5 кг. Яйценоскость: 50—70 яиц в год массой 130—170 г. Яйцекладка начинается в возрасте 9 месяцев. Выводимость молодняка: 70—80 %. Характерные особенности: инстинкт насиживания слабо развит. Птица отличается подвижностью и агрессивным характером.

### Краснозёрская
Получена в АО «Краснозёрское» (посёлок Краснозёрское на юго-западе Новосибирской области). Селекция краснозёрской породы велась путём сложного воспроизводительного скрещивания местных гусей с китайской, горьковской и итальянской породами. Выход пуха — 75 г, пера — 260 г. Цвет оперения: белый. Экстерьер: голова средних размеров, на лбу небольшая шишка. Клюв прямой, глаза коричневые, шея длинная и изогнутая. Грудь выпуклая, крылья средней длины плотно прилегают к туловищу. Клюв и ноги оранжевого цвета. Живой вес: самцов — 6,2—6,5 кг, самок — 5,1—5,6 кг. Яйценоскость: 40—50 яиц в год массой 158 г.

### Крупная серая

Крупные серые гуси

Выведена одновременно в экспериментальном хозяйстве Украинского института птицеводства и в племзаводе «Арженка» Тамбовской области скрещиванием гусей роменской и тулузской породы. В настоящее время наибольшее поголовье крупных серых гусей насчитывается в Краснодарском крае, Тамбовской, Липецкой, Ростовской и Саратовской областях. Цвет оперения: тёмно-серый на голове и в верхней части шеи и спины; светло-серый на груди и белый на животе. Экстерьер: голова широкая, короткая. Шея короткая и толстая. Клюв толстый, прямой, оранжево-красный, на конце — белый. Туловище средней длины, чуть приподнятое. Спина прямая и широкая. Крылья хорошо развиты, со светлыми полосками. Ноги короткие, крепкие, широко поставленные. На животе имеется несколько жировых складок. Живой вес: самцов — 6,5—7 кг, самок — 6—6,5 кг. Яйценоскость: 35—60 яиц в год массой 160—200 г. Яйцекладка начинается в 290—310 дней. Выводимость молодняка — 60 %. Характерные особенности: птица достаточно подвижна, вполне обходится без водоёмов. Инстинкт насиживания хорошо развит.

### Кубанская
Порода была создана на основе китайских, горьковских и диких гусей сотрудниками Кубанского сельскохозяйственного института. В настоящее время с данной породой производится работа в направлении получения оперения белого цвета, повышения массы (в частности, за счет грудной клетки) и улучшения свойства мяса. Туловище гусей породы кубанская средней длины, яйцевидное, приподнятое спереди, грудь округлая. Голова большая, длинная; на лбу у основания клюва значительная шишка; шея длинная, гибкая. Ноги средней длины. Оперение серо-бурого цвета, от основания клюва до туловища по голове и шее идёт коричневая полоса; клюв, шишка, ноги тёмно-аспидного цвета. Яйценоскость — от 75 до 85 яиц в год. Вес яйца — от 140 до 160 г. Живой вес гусынь — 5 кг, гусаков — 5,5 кг.

### Курчавая
Эта порода также известна как севастопольская ленточная, шелковистая, астраханская, турецкая. По наименованию гусей этой породы можно определить место их происхождения и распространения. На особенности породы обратил особое внимание ещё Дарвин:

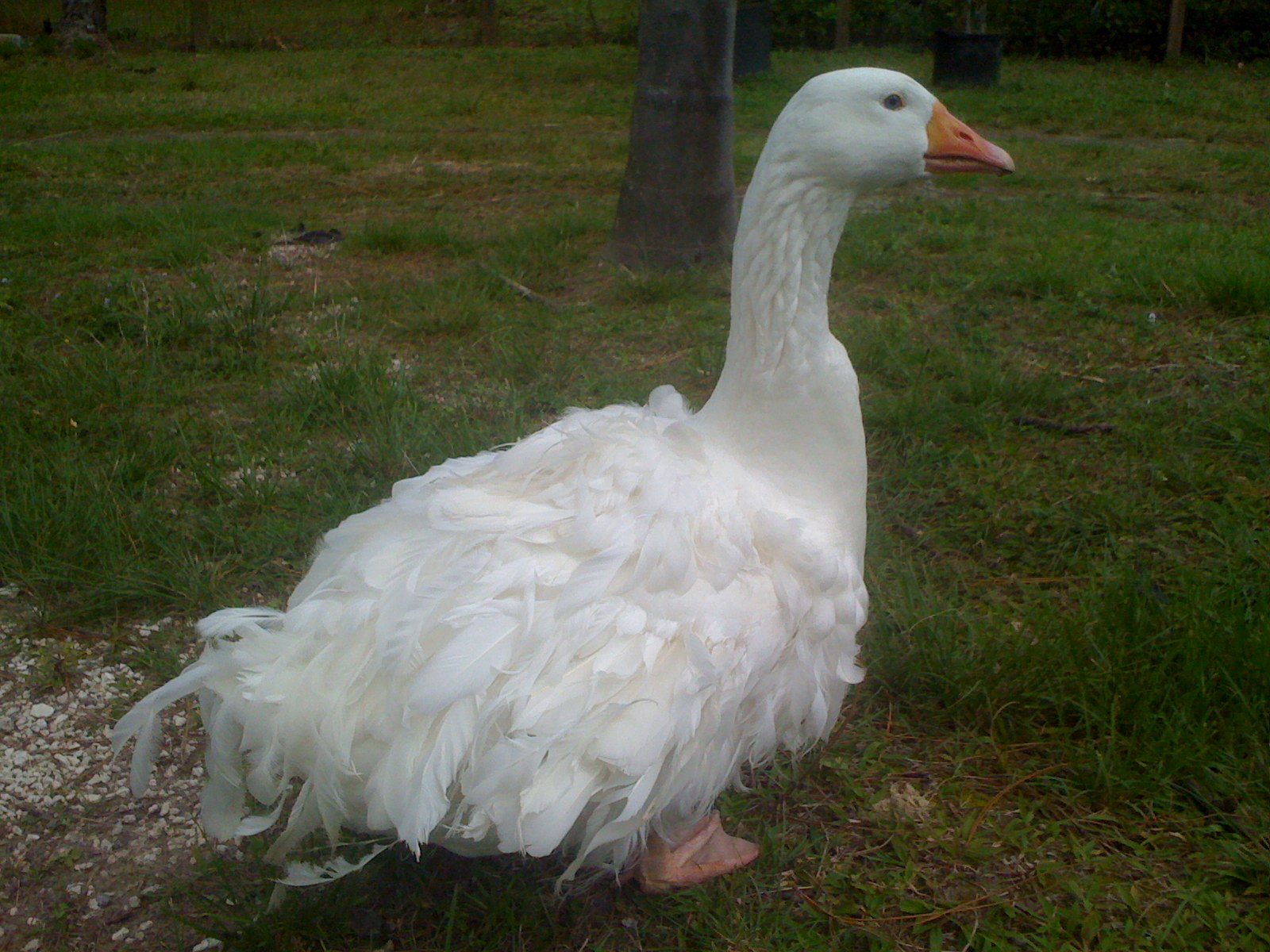
Курчавый (севастопольский) гусь — носитель гена курчавого пера (L)

Недавно привезена сравнительно мелкая своеобразная разновидность из Севастополя31; у неё плечевые перья (по сообщению м-ра Тегетмейера, который прислал мне образцы) значительно удлинены, загнуты и даже спирально скручены. Эти перья по краям пушисты, благодаря расхождению бородок, так что до некоторой степени похожи на спинные перья чёрного австралийского лебедя. Эти перья также замечательны тем, что стволик их, чрезвычайно тонкий и прозрачный, расщепляется на тонкие нити, которые иногда далее опять соединяются. Любопытно, что эти нити правильно одеты с обеих сторон нежным пухом или бородками второго порядка, как настоящие бородки перьев. Такое строение перьев передается и полукровным особям. У Gallus sonnerati бородки сливаются и образуют тонкие роговые пластинки того же характера, как стволик пера; у этой разновидности гуся стволик разделяется на нити, которые покрываются бородками второго порядка и становятся похожи на настоящие бородки.
31 «The Cottage Gardener», 4 сентября 1860 г., с. 348.

Ранее эти гуси имели довольно широкое распространение, и их насчитывалось свыше 50 тысяч голов. Они имели и более высокие показатели продуктивности, чем сохранившиеся популяции. В настоящее время в России имеется небольшое, поголовье этих гусей в приусадебных хозяйствах населения южных районов и у птицеводов-любителей.
Характерные особенности курчавых гусей: птица некрупного размера. Оперение белого и серо-белого цвета. Наиболее известной чертой этих гусей является наличие длинных извитых перьев на плечах, крыльях, хвосте, среди покровных перьев спины. За такие перья эти гуси и получили своё название.
Продуктивность: живая масса самцов составляет 5—6 кг, самок — 4,5—4,7 кг. Скорость роста молодняка невысокая: в 60-дневном возрасте молодняк имеет массу 3,2—3,5 кг. Яйценоскость гусынь также невысокая — 20—25 яиц. Масса яиц — 160 г. Имеется группа курчавых гусей с более низкой живой массой, но более высокой яйценоскостью — в среднем 30—35 яиц на несушку.
Биологической особенностью этих гусей является замедленные оперяемость, рост молодняка и его развитие. Воспроизводительные качества невысокие — оплодотворенность яиц 60—65 %. В связи с этим курчавые гуси в настоящее время мало разводятся. Обращается большее внимание на оперение птицы, а не на хозяйственно полезные качества. Живая масса гусей и яйценоскость в таких популяциях существенно ниже показателей, приведенных выше. Птицеводы-любители разводят их как декоративных. Однако следует отметить, что при улучшении условий их содержания продуктивные качества птицы заметно повышаются. По данным Всероссийского научно-исследовательского и технологического института птицеводства (ВНИТИП), живая масса 60-дневного молодняка находится на уровне многих малочисленных пород, а выводимость яиц достигает 70—75 %. В качестве генетического материала курчавые, или ленточные, гуси сохраняются в коллекционном стаде ВНИТИП, где изучаются их хозяйственно-полезные качества.

### Ландская
Ландская относится к средним породам гусей. Эта порода была создана в начале XX века во Франции на основе гусей тулузской породы. В Россию ландских гусей ввезли в 1975 году. Основные зоны разведения: Европа, Московская и Нижегородская и другие области Российской Федерации. Цвет оперения — тёмно-серый. Оперение на животе белое, на спине и шее — тёмно-серое (иногда встречается серо-коричневое). На крыльях и спине — чешуйчатый рисунок. Плюсны и клюв оранжевого цвета (редко встречаются чёрного цвета). Экстерьерные признаки:
- широкое массивное туловище в форме «ладьи»,
- глубокая широкая грудь,
- широкая голова,
- толстая удлинённая шея,
- гуси имеют жировые мешки,
- клюв бывает разной формы: выгнутый, вогнутый и прямой, у некоторых птиц на клюве «шишка»,
- под клювом — «кошелёк»,
- ноги средней длины,
- на ногах пальцы соединены плавательными перепонками,
- плотный пуховый покров.

Живая масса гусынь — 6—7 кг, гусаков — 7—8 кг. В возрасте 10 недель молодняк весит 4,8—5 кг. Яйценоскость — 35—40 яиц в год. Масса яйца — 180—200 г. Вывод гусят — 60 %. Гусей ландской породы в основном выращивают на жирную печень. Масса печени — 720—800 г (9 % от тушки). При ощипывании ландские гуси дают 350—400 г пера. Достоинства породы:
- способность давать большую печень,
- хорошие вкусовые качества печени,
- относительно высокая яйценоскость,
- гусей этой породы можно ощипывать 3 раза в год,
- гусыни неплохие наседки,
- гусаки хорошо охраняют стадо.

Породные недостатки:
- слабо выраженный инстинкт насиживания,
- сложно поддерживать оплодотворяющую способность гусаков до окончания периода яйцекладки[38][39][40].

### Легарт
Выведена в Дании. Цвет оперения: белый. Легарт относится к гусям тяжёлого типа. Птицы этой породы считаются одними из лучших в мире, они потребляют на 20 % меньше кормов, чем другие породы. Живой вес гусыни достигает 6,5—7,0 кг, гусака 7,5—8,0 кг. Яйценоскость гусыни составляет 25—33 яиц в год. Вывод гусят — 60—65 %.

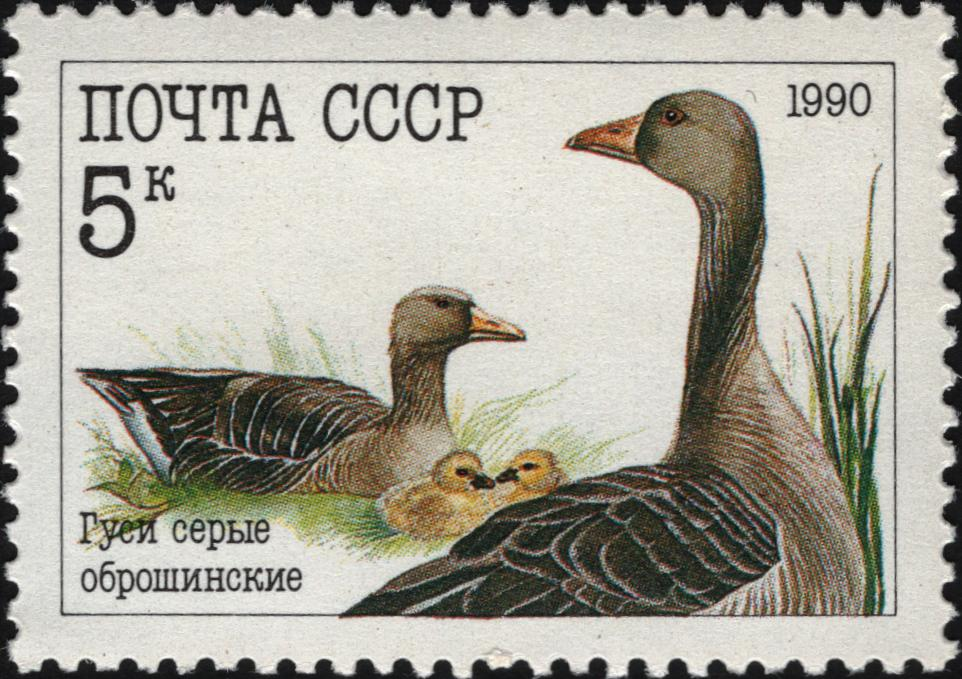
Оброшинские серые гуси на почтовой марке СССР (1990)

### Оброшинская
Получена скрещиванием местных белых, китайских серых и крупных серых гусей. Имеет высокие пухоперовые качества. Живой вес: самцов — 6,5—7 кг, самок — 6—7 кг. Яйценоскость: 35—40 яиц в год.

### Переяславская
Создана путём скрещивания роменских гусей с китайскими. Цвет оперения: серо-бурый, на шее — тёмно-бурая полоса. Экстерьер: клюв чёрного цвета, с шишковидным наростом. Под клювом есть кожистая складка. На животе имеется одна или несколько жировых складок. Живой вес: самцов — 5,5—6 кг, самок — 4,5—5 кг. Яйценоскость: 20—40 яиц в год массой 160—170 г.

### Псковская лысая
Старинная русская порода гусей, выведена в Псковской губернии. Псковские лысые гуси произошли от скрещивания местных гусей с прирученными дикими белолобыми гусями (Anser albifrons), а также с пискулькой (A. erythropus). Цвет оперения голубовато-сизый или сизый с белой отметиной на лбу, отчего и получили название «лысухи», лысые.
Оперение плеч, крыльев, голеней имеет не слишком широкую белую кайму. Перья хвоста бледно-серые с белым окаймлением. Живот и гузка белые. Голова большая; глаза большие, блестящие, тёмно-коричневого или голубого цвета; клюв короткий. Шея короткая, толстая, по которой проходит тёмная полоса («ремень»), что может свидетельствовать о привнесении (в результате скрещивания) генетического материала от домашних гусей китайского корня, то есть ведущих своё происхождение от сухоноса (A. cygnoides). Туловище средней величины, поставлено горизонтально; ноги короткие. Клюв и ноги оранжевые. Кончик клюва светлый. Хвост короткий, прямой. У большинства взрослых гусей на животе имеется хорошо развитая двойная складка.
Живая масса гусаков достигает 7 кг, гусынь — 6 кг. Яйценоскость на гусыню составляет 20—25 яиц. Живая масса в 65-дневном возрасте гусят равна 4 кг, а в 120-дневном возрасте — 5,8 кг. Порода отличается очень хорошими мясными и откормочными качествами. Гусыни являются хорошими наседками и хорошо выращивают гусят. Птица хорошо использует пастбище. Распространены псковские лысые гуси в Псковской, Ленинградской и прилегающих к ним областях.

### Рейнская
Создана в Германии на основе эмденских гусей. В СССР завезена в 1969 году. Цвет оперения: белый. Живой вес: самцов — 6—7 кг, самок — 5,5—6 кг. Яйценоскость: 40—50 яиц в год массой 160—180 г.

### Роменская
Экстерьерные особенности роменских гусей: туловище глубокое и широкое. Голова округлая, небольшая с прямым и коротким клювом оранжевого цвета. Грудь широкая и глубокая. Крылья хорошо развиты, хвост небольшой, слегка, приподнятый. На животе у взрослых гусей имеется одна или две кожные (жировые) складки. По окраске оперения различают три разновидности: серую, белую и пегую. Основное поголовье гусей имеет серую окраску, У таких гусей шея и спина тёмно-серые, грудь серая, хвост светло-серый. Ноги короткие, крепкие, розоватого цвета.
Хозяйственно-полезные качества: взрослые самцы весят 6 кг и больше, самки — 5,5 кг, живая масса 60-дневного молодняка — 3,4—3,5 кг. Яйценоскость гусынь — 15—20 яиц за первый цикл (4,0—4,5 месяца), масса яиц — 160—170 г. Вывод молодняка — 55—60 %.
Биологические особенности:
- хорошие откормочные качества,
- нежное и жирное мясо,
- хорошие пухо-перовые качества,
- оплодотворенность и выводимость яиц достаточно хорошие — соответственно 80 и 75—80 %[45][46].

### Суховская
Суховская порода гусей выведена в Словакии в окрестностях города Суха над Парноу, Трнава. Оперение серо-глинистое. Живой вес: самцов — 6,5—7,5 кг, гусынь — 5,5—6,5 кг. Яйценоскость: 14—16 яиц в год.

### Тулузская
Порода упоминается Дарвиным. Получена во Франции в окрестностях города Тулузы из одомашненных серых гусей, продуктивные качества которых улучшены хорошим кормлением, содержанием и целенаправленным отбором.
Гуси малоподвижные, хорошо откармливаются, могут накапливать большое количество жира. К пастбищным условиям не приспособлены в связи с рыхлой конституцией, плохо переносят холод и повышенную влажность.
Оперение тёмно-серое, у некоторых популяций гусей на животе имеется жировая складка, под клювом имеется «кошелёк». Встречаются четыре разновидности гусей:
- с «кошельком» и со складкой на животе;
- с «кошельком», но без складки;
- без «кошелька», но со складкой;
- без «кошелька» и без складки.

Первые две разновидности гусей называются кошельковыми, вторые — безкошельковыми. Гуси первой разновидности — самые крупные, малоподвижные, но менее плодовитые.
Тулузские гуси очень крупные; туловище у них массивное, широкое и глубокое с горизонтально поставленным корпусом; шея средней длины, толстая.
Живая масса взрослых гусаков — 7,5—10,0 кг, гусынь — 6,0—8,0 кг. Гусыни не проявляют инстинкта насиживания яиц. Средняя яйценоскость составляет 30—40 яиц, масса яйца — 170—200 г, вывод гусят — 60 %. Гусята имеют высокую скорость роста, в 9-недельном возрасте достигают живой массы 4,0 кг. При откорме на жирную печень масса печени достигает 500 г. Порода гусей довольно изнеженная, в холодных климатических условиях продуктивные качества тулузских гусей быстро снижаются.

### Тульская бойцовая
Отечественная порода. В процессе отбора был сделан упор на драчливость. Мясо гусей данной породы очень хорошего качества. Цвет оперения: преимущественно серый и глинистый: по белому оперению разбросаны жёлтые пятна. Экстерьер: голова крупная, лоб широкий. Шея толстая и короткая. Клюв массивный, прямой, беловатого цвета. Телосложение крепкое. Тело массивное. Спина и грудь широкие. Ноги короткие, широко расставленные, телесного цвета. Живой вес: самцов — 7,5—9 кг, самок — 6—6,5 кг. Яйценоскость: 10—30 яиц в год массой 180 г. Характерные особенности: хорошо развит инстинкт насиживания.

### Холмогорская
Старейшая порода, разводимая в центральных областях России, созданная скрещиванием местных белых гусей с гусями китайской породы. Цвет оперения: серый, белый и серо-пегий. Экстерьер: туловище массивное, широкое. Голова большая, с шишкой на лбу, прямым, длинным клювом, несколько изогнутой длинной шеей, с «кошельком». Грудь широкая. На животе имеется большая жировая складка. Ноги короткие, оранжевого цвета. Живой вес: самцов — 7—7,5 кг, самок — 6,5 кг. Яйценоскость: 25—30 яиц в год массой 170—190 г, низкая. Характерные особенности: инстинкт насиживания развит средне, желательно наличие водоёмов.

### Шадринская (уральская)
Запрос «Шадринский гусь» перенаправляется сюда.
Выведена на территории южного Урала в конце XVII века путём одомашнивания диких гусей. В основном распространена на территории Урала и Западной Сибири.

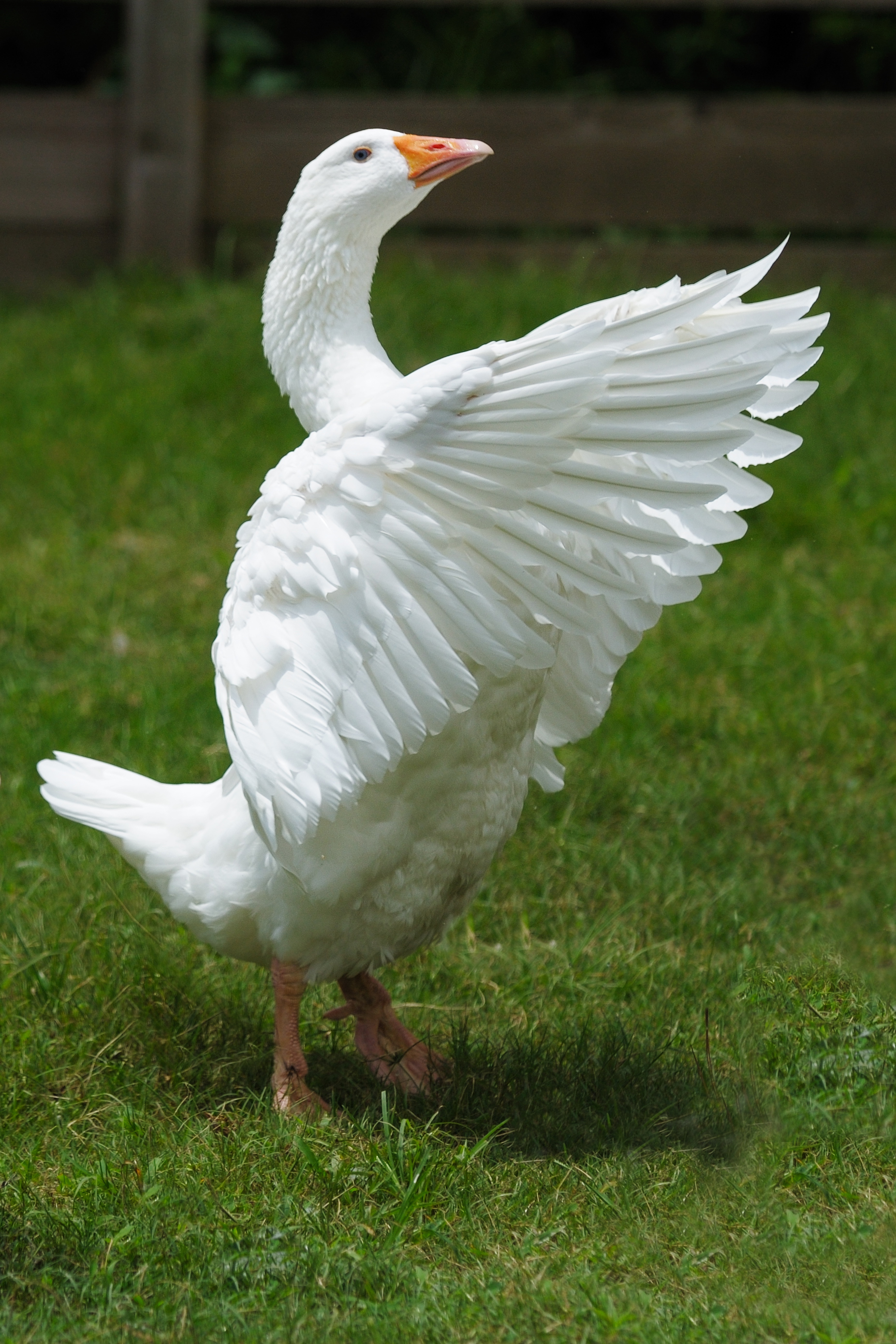
Эмденский гусь

Цвет оперения: серый, белый и пегий. Экстерьер: короткое и широкое туловище. Небольшая округлая голова с прямым коротким клювом оранжевого цвета. Шея короткая, несколько изогнутая. Грудь выпуклая, широкая. Крылья крепкие, плотно прилегают к туловищу. Хвост короткий. На животе имеется небольшая жировая складка. Ноги короткие, оранжевого цвета. Живой вес: самцов — 5,5—6,5 кг, самок — 4,5—5 кг. Яйценоскость: 20—36 яиц в год массой 130—150 г. Характерные особенности: хорошо развит инстинкт насиживания.

### Эмденская
Старинная немецкая порода гусей. Выведены в Германии в окрестностях Эмдена. Оперение белое. Живой вес взрослых гусаков — до 10 кг, гусынь — 8 кг. Яйценоскость — 25—35 яиц в год.

## Генетика
Классическая генетика
В работах по классической частной генетике гусей, с помощью гибридологического анализа, определена генетическая структура ряда гусиных пород по локусам окраски оперения и других морфологических признаков, а именно:
- венгерская порода содержит в своём генотипе гены (аллели) С+ (аутосомный доминантный ген и основной фактор окраски оперения), sp (аутосомный рецессивный ген пятнистости), Sd (сцепленный с полом (локализованный на Z-хромосоме) доминантный ген разбавления окраски), G+ (сцепленный с полом (на Z-хромосоме) доминантный ген серой окраски оперения и отсутствия коричневого разбавления);
- виштинес — С+, sp, Sd, G+;
- арзамасская — С+, sp, Sd, sd+ (рецессивный аллель отсутствия разбавления окраски — у части особей), G+;
- псковская лысая — Ns (аутосомный доминантный ген полосы на шее — у части особей);
- кубанская — серая разновидность: С+, Sp+ (доминантный аллель отсутствия пятнистости), sd+, G+, Ns, Wb (аутосомный доминантный ген белого нагрудника), Kb (аутосомный доминантный ген шишки над клювом); белая разновидность: c (рецессивный аллель белого оперения);
- словацкая дунайская[англ.] — С+, sp, Sd, G+, b (сцепленный с полом (на Z-хромосоме) рецессивный ген светлой окраски конечностей);
- словацкая хохлатая — аутосомные доминантные гены хохла Al (тип Alistál[63]) и Cs (тип Csiffár[64]);
- роменская — С+, Sp+, sd+, G+;
- крупная серая — С+, Sp+, sd+, G+;
- владимирская глинистая — С+, Sp+, sd+, G+, Vc (сцепленный с полом (на Z-хромосоме) ген коричневого разбавления);
- оброшинская — Ns, Wb;
- переяславская — Kb, Dl (аутосомный доминантный ген «кошелька»);
- курчавая (севастопольская) — L (аутосомный доминантный ген курчавого пера) и т. д.

Фенетика и филогенетика
С применением фенетических подходов были изучены 22 породы и разновидности, представляющие генофонд гусей бывшего СССР. По комплексу их экстерьерных признаков были выделены 58 неметрических вариантов (фенов). Степень фенетического разнообразия для большинства пород составляла 31—40 %, при минимальной (29,3 %) — у китайских серых и кубанских гусей и максимальной (48,3 %) — у холмогорской породы. Методом иерархической кластеризации и стратификации на основе межпородных фенетических расстояний была построена кладограмма, отображающая филогенетическое родство и микрофилогенез изученных гусиных пород и разновидностей, с образованием пяти основных кластеров (фенонов; см. рисунок). В первый из них (европейский эмденский) вошли одна из самых старых европейских пород — эмденская — и некоторые другие европейские белые породы, близкие друг к другу по происхождению и внешнему облику, но отличающиеся от дикого серого гуся (A. anser). Второй (евроазиатский белый), третий (евроазиатский бело-серый) и четвёртый (евроазиатский серый) феноны составлены из пород, ведущих своё начало как от серого гуся, так и от сухоноса (A. cygnoides). Наконец, пятый фенон (европейский тулузский) образован ещё одной старейшей европейской породой — тулузской — и другими европейскими породами, более похожими на серого гуся. Владимирская глинистая породная группа, созданная путём скрещивания холмогорских белых (3-й фенон) и тулузских (5-й фенон) гусей, обладает определённой фенетической и филогенетической обособленностью. Домашних гусей 1-го и 5-го фенонов можно объединить в одну большую европейскую группу пород с двумя подгруппами — эмденской и тулузской; породы 2-го, 3-го и 4-го фенонов могут быть отнесены к еврокитайской (евроазиатской) группе.
Аутосексинг
По степени применимости и точности аутосексинга (колорсексинга; англ. colour sexing) — сортировки суточного молодняка по полу на основании генетически обусловленных различий, в частности, с использованием сцепленных с полом генетических вариантов в окраске пуха гусят, — породы гусей можно разбить на:
- аутосексные (например, эмденская[56], рейнская[70], итальянская[71]),
- частично аутосексные (например, виштинес[56]),
- неаутосексные (например, крупная серая).

Биохимическая генетика (полиморфизм белков)
В исследованиях с использованием гель-электрофореза изучена генетическая структура некоторых пород гусей по локусам белков, например:
- у богемских (чешских) белых и итальянских гусей найден полиморфизм по локусам Om (овомукоид[72]) и Tf (трансферрин);
- у римских[англ.], ландских и рейнских гусей — полиморфизм по локусу Tf;
- у крупных серых гусей — полиморфизм по локусу G3 (овоглобулин G3), мономорфизм по локусам Omg (овомакроглобулин[73]) и Tf.

Молекулярная генетика
С целью обследования генетического разнообразия и филогенетического родства между породами и популяциями домашних гусей проводят их генотипирование с помощью генетических маркеров — минисателлитов, или ДНК-фингерпринтов (VNTR), случайно амплифицируемой полиморфной ДНК (RAPD) и микросателлитов.